# Ivan III., moskovski veliki knez
Ivan III. Veliki (22. siječnja 1440. – 27. listopada 1505.) je bio veliki knez Moskve od 1462. godine.

## Mladost
Ivan III., je bio sin Vasilija II., Slijepog i Marije kćeri kneza od Borovska. Tijekom državnog udara protiv oca 1446. godine Ivan pada u zarobljeništvo uzurpatora koji ga potom pušta na slobodu nakon što mu je oslijepio oca. Taj događaj Ivanu ostaje u sjećanju i kasnije će to postati dodatni razlog za likvidaciju nezavisnih ruskih kneževina koje su odigrale svoju ulogu u tim događajima. Po stjecanju punoljetnosti Ivan III., postaje regent Moskve zbog ograničene sposobnosti slijepog oca upravlja državom.

## Novgorod
Prva žrtva ovog ambicioznog vladara nakon smrti Vasilija II., Slijepog  1462. godine postaje rat s Novgorodom koji je do samoga kraja bio podržava očevog uzurpatora Dimitrija. Formalni razlog za objavu rata Ivan nalazi u vojnom savezu Novgoroda s Poljskom što on u pravoslavnoj Rusiji predstavlja kao izdaju. Odluka ovoga prvog velikog rata novoga kneza pada 1470. godine kada Moskovska vojska u dvije bitke pobjeđuje neprijateljsku. U mirovnom sporazumu iz 1471. godine Novgorod priznaje vlastiti totalni poraz ostajući samo s još djeličkom svoje nekdašnje nezavisnosti. Završni čin ove drame nastupa 1477. godine kada Moskva ponovno objavljuje rat i već sljedeće godine u potpunosti okupira Novgorodsku republiku. Bez obzira na tamošnje pobune koje će trajati još desetak godina potpuna pobjeda Ivana III. nikada nije bila upitna. Zahvaljujući njoj Moskva se odjedanput proširila od malenog, ali moćnog kneževsta u sjeverno carstvo koje se prostire od Finske do Urala.

## Ostale ruske državice
Tom pobjedom posao ovog kneza je bio daleko od gotovog. Njegova ambicija skupljanja ruskih zemalja u zajedničku državu nije bila niti započeta niti završena Novgorodom. Prva njegova žrtva u stvarnosti postaje Jaroslavska oblast koja je anektirana već 1463. godine, a nakon nje tijekom primirja na drugoj fronti slijedi Rostov. Godine 1475. , a potom i veliko kneževstvo Tvera 1486. godine čijim uništenjem umire posljednji veliki povijesni protivnik Moskve. 

## Tatari
Od početka svoje vladavine Ivan III. Veliki je kao i svoj otac bio vazal tatarskog kana. Osnovu toga statusa je sačinjavalo plaćanje godišnje svote novca svome gospodaru. Ohrabren potunom pobjedom protiv Novgoroda veliki knez 1480. godine donosi odluku o prestanku plaćanja što rezultira invazijom. Iako su obje vojske bile mobilizirane do bitke na kraju ne dolazi nakon što su se protivničke vojske samo promatrale sa suprotnih strana rijeke Ugre. Dugo čekanje je završilo 11. studenog 1480. kada se protivnička vojska vratila u svoju bazu. Kako su tatari sljedeću godinu bili razbijeni u iznenadnom napadu Nogaj Horde, Moskva je dobila svoju potpunu samostalnost. To ipak njenog kneza nije zadovoljilo pa koristeći tamošnje neprilike prisiljava 1487. Tatarski Kanat da prizna vrhovnu vlast Moskve i počinju njoj plaćati danak.

## Litva
Prvi rat između Poljsko-Litvanske unije i Moskve je onaj iz 1470. godine kada je pobjeđen Novgorod. Nakon toga slijedi mir od dva desetljeća kada se svaka od ovih država bavi svojim poslovima. Do promjene dolazi 1492. godine kada se raspada Poljsko-Litvanska unija u čemu Ivan III. vidi svoju priliku. Ratne provokacije Moskve koje tada počinju rezultiraju 1494. godine osvajanjem Vjazme koja se do tada nalazila u rukama Litve. Bez obzira na to do otvorenog rata ne dolazi još 5 godina. Ovaj rat koji traje od 1499. – 1503. godine rezultira potpunom pobjedom Ivana koji putem mirovnog sporazuma anektira Starodub, Gomelj, Brajansk, Toropec, Mcensk, Černigov i Dorobuž.

## Obitelj
Ivan III., je imao dva braka iz kojih je dobio po jednog sina i nasljednika. Iz prvog braka s Marijom od Tvera njemu se rađa prestolonasljednik Ivan 1458. godine. Kako mu je prva žena bila otrovana 1467. godine on se potom ženi nasljednicom bizantske krune Sofijom Paleolog. Iz toga braka se rađa 1479. godine Vasilije. Koju godinu potom Sofija je bila optužena za pokušaj ubojstva princa Ivana i završila je nakratko u zatvoru. Smrću princa Ivana 1490. godine stanje se drastično mijenja i Sofija zajedno sa sinom Vasilijem biva vraćena na sve prethodne pozicije. Tijekom posljednjih desetak godina života ona vrši uspješni pritisak na Ivana III., Velikog da u redu nasljeđivanja da prednost njenom sinu pred sinom princa Ivana koji ima prvenstvo po zakonu.

## Ostavština
Ivan III., Veliki umire prirodnom smrću 27. listopada 1505. godine. Svom sinu Vasiliju on ostavlja državu uvećanu za 400 posto radi čega mu se osim nadimka Veliki veoma često dodjeljuje i titula skupljača ruskih zemalja. Osim te ostavštine on sinu ostavlja i građanski rat koji je posljedica odluke o promjeni reda nasljeđivanja.
| Prethodnik:  | knez Moskve | Nasljednik:   |
| Vasilije II. | knez Moskve | Vasilije III. |